# Lygarina aurantiaca
Lygarina aurantiaca là một loài nhện trong họ Linyphiidae.
Loài này thuộc chi Lygarina. Lygarina aurantiaca được Eugène Simon miêu tả năm 1905.